# 穆罕默德·本·阿卜杜勒-哈克
穆罕默德·本·阿卜杜勒-哈克（阿拉伯语：محمد بن عَبد الحَقّ；1202年—1244年），马林王朝首领，阿卜杜勒-哈克一世之子，奥斯曼·本·阿卜杜勒-哈克的弟弟。
他在1240年即位，在梅克内斯一带和穆瓦希德王朝军队作战。1244年被其基督徒佣兵的一位军官刺杀。